# Parafia św. Michała Archanioła w Niestronnie
Parafia św. Michała Archanioła w Niestronnie – jedna z 12 parafii leżącej w granicach dekanatu mogileńskiego. Przy kościele znajduje się parafialny cmentarz.

## Rys historyczny
Pierwsza wzmianka o wsi pochodzi z 1335 roku jako własność rodu Nałęczów. Parafia pochodzi również z tego okresu. Została erygowana z rąk archidiakona gnieźnieńskiego Bronisława, uposażona przez abp. Bodzantę. Kościół ufundowała kapituła gnieźnieńska w 1742 roku.

## Dokumenty
Księgi metrykalne:
- ochrzczonych od 1945 roku
- małżeństw od 1945 roku
- zmarłych od 1945 roku

## Zasięg parafii
Do parafii należą wierni z miejscowości: Czaganiec, Drewno, Głęboczek, Mielno, Niestronno i Wieniec.